# Seda bizantina

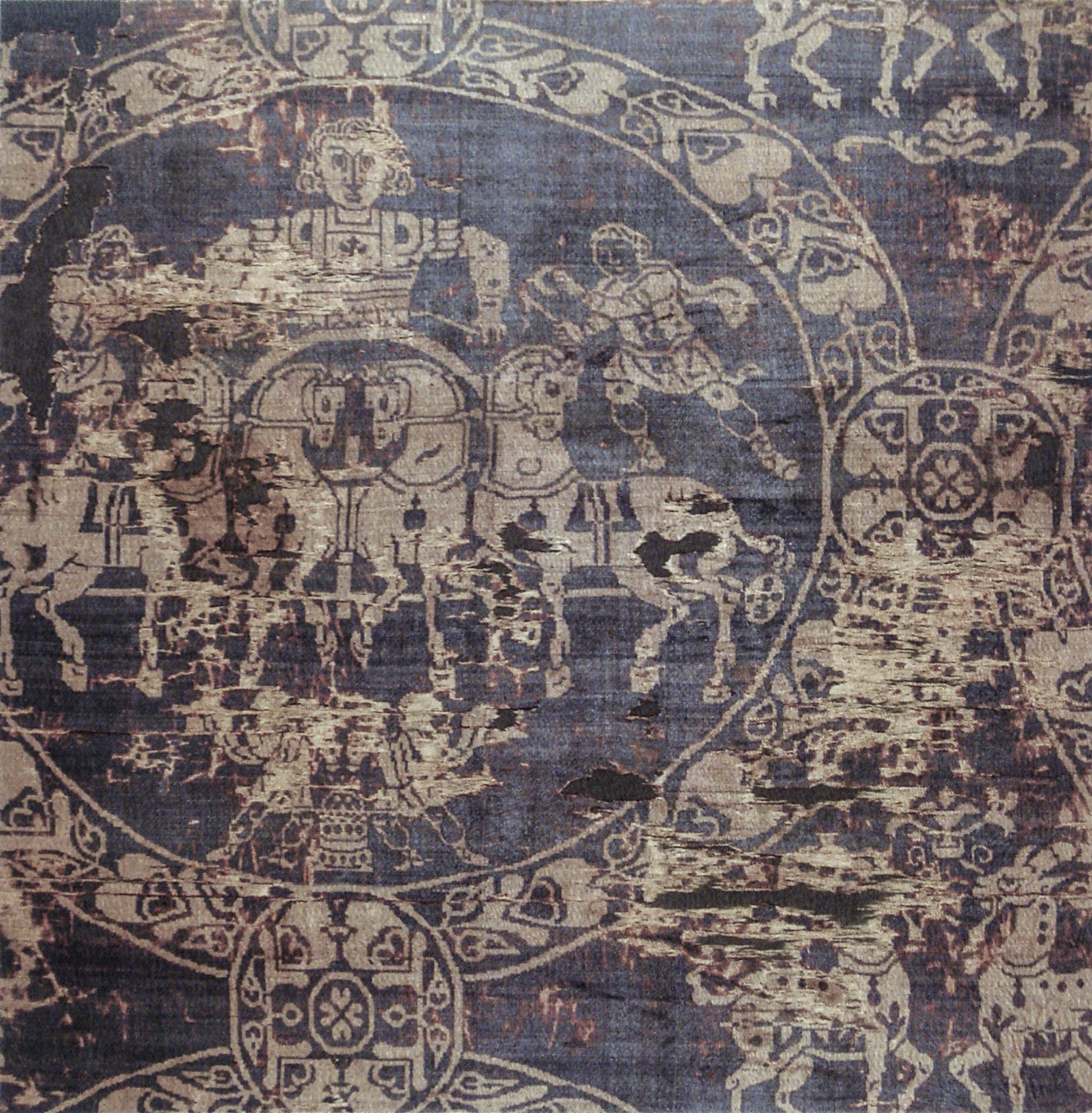
Detalhe de uma seda bizantina com representações de quadrigas em medalhões, do túmulo de Carlos Magno em Aquisgrano (Aix-la-Chapelle), exposta no Museu de Cluny, Paris

Seda bizantina é a designação dada à seda produzida no Império Bizantino desde o século IV até à queda de Constantinopla em 1453.
A capital bizantina, Constantinopla foi o primeiro centro de tecelagem da Europa. A seda era muito importante para a economia bizantina, sendo usada pelo Estado como meio de pagamento e de diplomacia. A seda em bruto começou por ser importada da China e tecida em finos tecidos que se vendia a preços elevados em todo o mundo. Mais tarde, foram contrabandeados bichos-da-seda para o império e o comércio de seda do Extremo Oriente por via terrestre diminuiu gradualmente de importância. Depois do reino de Justiniano (r. 525–567), a manufatura e venda de seda tornou-se um monopólio imperial, sendo a seda produzida em fábricas imperiais e só era vendida a compradores autorizados.
As sedas bizantinas destacavam-se pelas suas cores brilhantes, pelo uso de fio de ouro e por padrões intricados cuja complexidade pictórica se aproximava da dos bordados em tecido produzido em teares. Bizâncio dominou a produção de seda na Europa desde a Alta Idade Média até ao estabelecimento da indústria de tecelagem de seda italiana no século XII e da conquista e desmembramento do Império Bizantino pela Quarta Cruzada em 1204.

## Evolução
No tempo do Império Romano, os têxteis de seda chegavam ao Ocidente por via terrestre, através da Rota da Seda, atravessando a Ásia desde a China e passando pelo Império Parta e, posteriormente, o Império Sassânida seu sucessor, chegando aos centros de comércio da Síria. Há registo das importações de seda em bruto, fio de seda e de tecido acabado, mas as técnicas de produção desses têxteis a partir dos casulos de bicho-da-seda foram cuidadosamente mantidas em segredo pelos Chineses até o imperador romano do Oriente Justiniano ter conseguido obter ovos de bicho-da-seda através de contrabando na Ásia Central em 553–554, o que abriu caminho ao florescimento da indústria bizantina de tecelagem de seda.

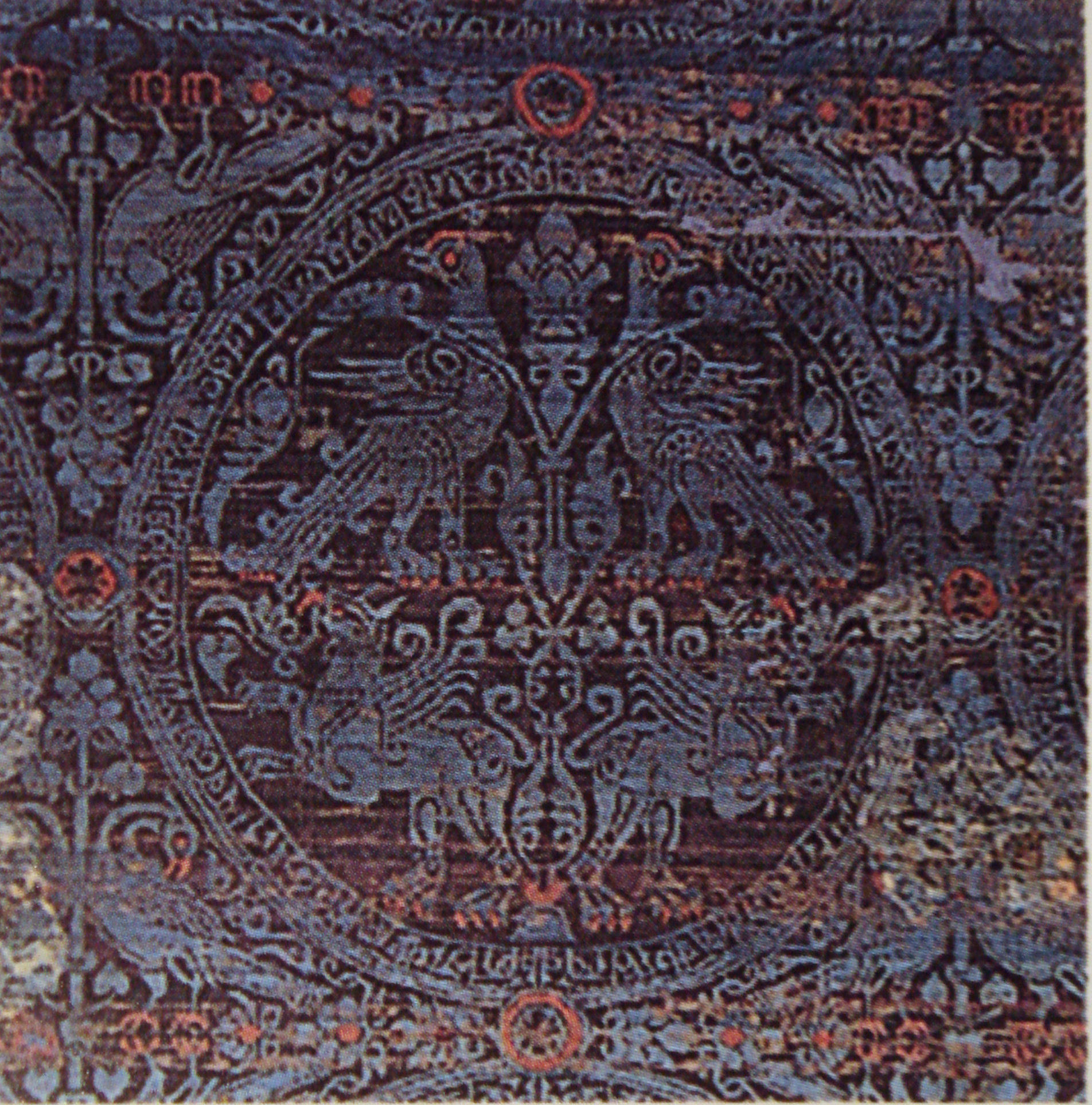
Detalhe do sudário de São Potentien, uma seda bizantina com fénixes, grifos e (imitação da decoração caligráfica árabe). Século XII, tesouro da Catedral de Sens

Para o desenvolvimento dessa indústria foram também importantes o aparecimento de novos tipos de teares e de técnicas de tecelagem. Sedas lisas ou tafetás tinham circulado no mundo romano, e sedas de damasco com padrões geométricos de complexidade cada vez maior surgiram a partir de meados do século III. Sarjas com tramas numa face foram desenvolvidas antes de 600, e as sarjas policromadas compostas tornaram-se o tecido de seda bizantino mais comum nos séculos seguintes. Cerca do ano 1000, tornaram-se moda as lampas, tanto nos centros têxteis bizantinos como nos islâmicos; nestes tecidos, os padrões eram constituídos por diferentes texturas em vez de cores. Também sobreviveram umas poucas tapeçarias tecidas bizantinas de seda.
As leis que regulavam o uso das caras tinturas da púrpura tíria variaram ao longo do tempo, mas a roupa tingida com essas cores estava geralmente restringida a classes sociais específicas e era usada em presentes diplomáticos. Outras tinturas usadas nas fábricas de seda bizantina eram garança, kermes (em latim: coccum), índigo, lírio e pau-brasil. O fio de ouro era fabricado com tiras de prata dourada enroladas num núcleo de seda.
Sedas bizantinas com figuras (padrões) do século VI (e possivelmente também do século V) apresentam desenhos genéricos com pequenos motivos como corações, suásticas, palmetas e folhas trabalhadas em tramas de duas cores. Mais tarde, aparecem motivos humanos e vegetais, como folhas e flores de lótus. Os têxteis que chegaram aos nossos dias documentam uma rico intercâmbio de técnicas e temas iconográficos entre Constantinopla e os centros têxteis islamizados do Mediterrâneo e Ásia Central nos anos seguintes às conquistas muçulmanas do século VII. Os desenhos dos séculos VIII e IX apresentam faixas de rodelas ou medalhões preenchidos com pares de figuras humanas ou animais invertidas numa imagem espelhada segundo um eixo vertical. Muitos motivos têm reminiscências de desenhos sassânidas, como a árvore da vida, cavalos alados, leões e bestas imaginárias, e chegaram até à atualidade várias peças sobre as quais os especialistas não conseguem chegar a acordo sobre a sua origem ser bizantina ou islâmica. Entre os padrões mais apreciados destacavam-se os evocativos de atividades e interesses da corte imperial, como cenas de caça ou quadrigas.

## Tecidos
De entre os cinco tipos básicos de tecelagem usados nos centros têxteis de Bizâncio e islâmicos do Mediterrâneo — tafetá, sarja, damasco, lampas e tapeçaria — o mais importante foi a sarja chamada samite. Este termo deriva do francês antigo samit, do latim medieval samitum ou examitum, que por sua vez derivou do grego bizantino ἑξάμιτον (hexamiton), que significa "seis fios", o que é usualmente interpretado como indicando o uso de seis fios na urdidura. Na samite, os fios da urdidura principal são escondidos em ambos os lados do tecido pela base e por padrões da trama, ficando apenas visíveis as urdiduras de ligação que mantêm a trama no lugar.
Estas ricas sedas — que valiam literalmente o seu peso em ouro — foram armas políticas poderosas no Império Bizantino entre os séculos IV e XII. Os presentes diplomáticos de sedas bizantinas cimentaram alianças com os Francos. Bizâncio atribuiu concessões de comércio de seda às potências marítimas de Veneza, Pisa, Génova, Amalfi para assegurar a ajuda militar e naval aos territórios bizantinos.
| “ | A influência exercida pela seda bizantina foi profunda. Os usos da seda nos rituais eclesiásticos e da corte bizantina foram adotados pelos Francos, da mesma forma que que os estilos decorativos e códigos de vestuário bizantino tiveram eco por todo o mundo islâmico. Bizâncio desenvolveu trajes de seda elaborados para uso na corte e definiu o estilo para o uso da seda em uniformes civis e militares e em ricas vestimentas religiosas... Estas sedas foram uma forma de riqueza portátil que podia ser lucrativamente vendida ou trocada em tempos de necessidade. | ” |

As sedas sobreviveram na Europa Ocidental em túmulos de figuras importantes, usadas em capas e também em relicários, mas também é evidente que tinham outros usos, como tapeçarias e cortinas em igrejas e casas dos ricos, bem como em vestuário. As fontes raramente mencionam a origem específica das sedas, mas algumas descrevem os desenhos com detalhe suficiente que permite a sua identificação como sendo bizantinas.
A Inglaterra anglo-saxónica teve sedas desde pelo menos o final do século VII, levadas de Roma por Bento Biscop e outros. As sedas eram uma compra essencial e facilmente transportável para peregrinos abastados a Roma e à Terra Santa (onde também podia ser adquirida seda egípcia e síria), e estavam disponíveis em Inglaterra em mercadores ingleses que certamente tinham bases em Roma e Pavia e que provavelmente também compravam a comerciantes escandinavos que usavam a rota do Báltico. Devido aos Pavianos acharem difícil ou perigoso cobrarem as taxas alfandegárias aos mercadores de seda ingleses, foi estabelecido um acordo especial pelo qual a coroa inglesa pagava diretamente uma quantia a Pavia em vez das taxas alfandegárias usuais. Os presentes diplomáticos oferecidos pela corte imperial bizantina a governantes estrangeiros eram frequentemente depois oferecidos pelos seus destinatários a outros governantes e a igreja, tanto dentro como fora dos seus territórios. Carlos Magno (r. 768–814) ofereceu sedas bizantinas ao rei Offa da Mércia e ás dioceses de Mércia e de Nortúmbria.

## Tapeçarias e bordados
Além de tecidos para vestuário e decoração, as oficinas bizantinas eram também conhecidas pelas tapeçarias e os têxteis ricamente bordados com ornamentos que frequentemente incluíam cenas figurativas. O exemplar mais impressionante que chegou aos nossos dias é o Sudário de Guntário, uma tapeçaria tecida quadrada com mais de dois metros de lado, do século X, com um imperador a cavalo entre duas personificações femininas. Quase um século depois de ter sido fabricada foi adquirida pelo bispo de Bamberga Guntário, do Sacro Império Romano Germânico, durante uma peregrinação para a Terra Santa, durante a qual passou-se por Constantinopla. O bispo morreu durante a viagem e a tapeçaria foi usada para a sua mortalha. Bordados com cenas religiosas foram também usadas em trajes e cortinados; o famoso “Opus Anglicanum” inglês parece ter sido fortemente influenciado pelo bordado bizantino. Tudo isto foi uma continuação de modas da Antiguidade Tardia, como é evidenciado, por exemplo, em achados nos cemitérios egípcios e na queixa de Astério de Amaseia c. 410 acerca do seu grupo no nordeste da atual Turquia, na qual ele diz que os leigos  decoravam as suas roupas com imagens religiosas:

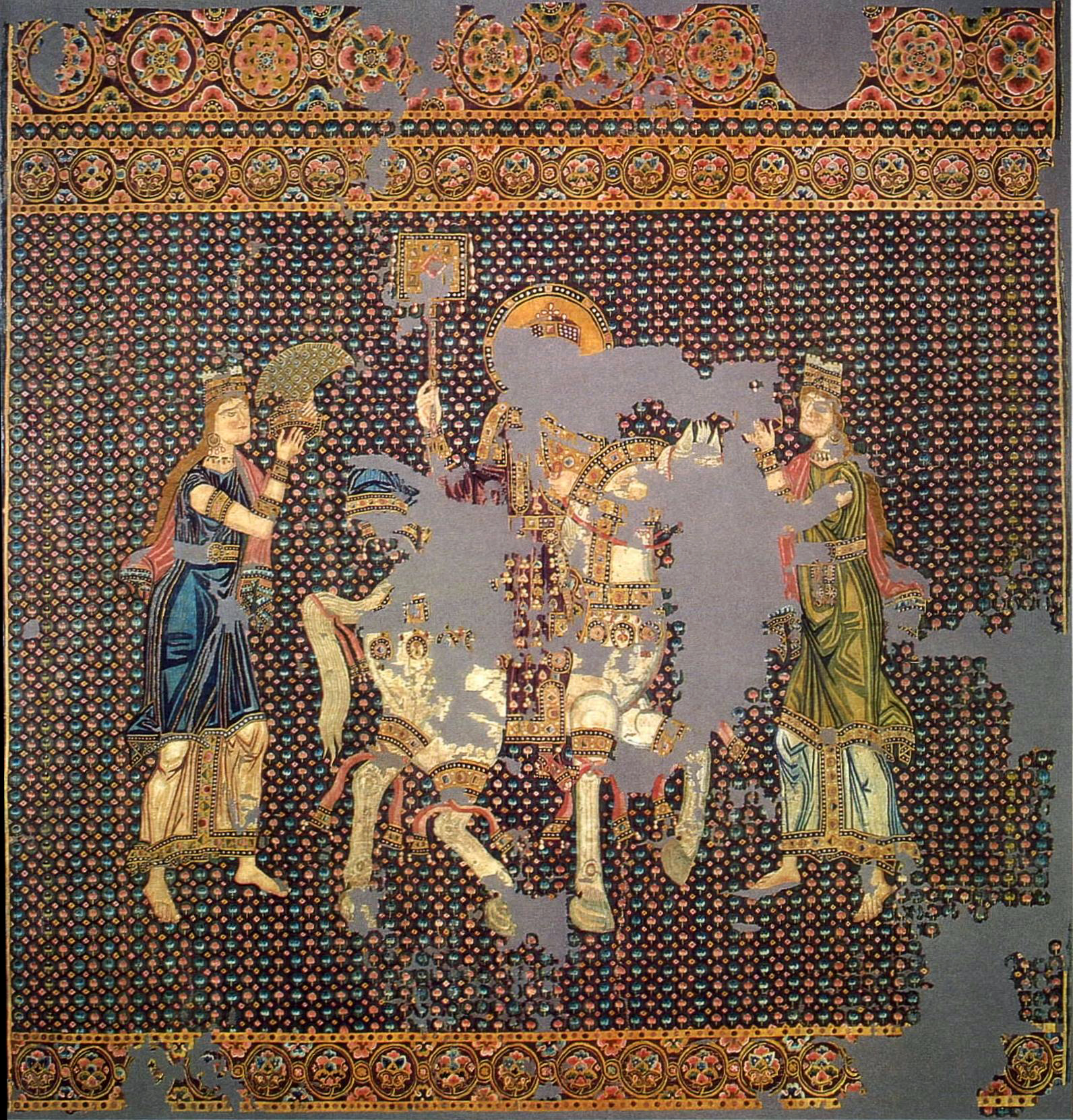
O Sudário de Guntário, uma tapeçaria ou cortinado de ; Catedral de Bamberga

| “ | [...] eles fabricam artisticamente, tanto para eles próprios como para as suas mulheres e filhos, roupa florida trabalhada com dez mil objetos... Quando, por isso, se vestem e aparecem em público, parecem paredes com desenhos aos olhos daqueles com quem se encontram. E talvez até as crianças os cerquem, sorrindo umas para as outras e apontando com o dedo para o desenhos na roupa; e caminham atrás deles, seguindo-os por muito tempo. Nestas roupas há leões e leopardos; ursos e touros e cães; troncos e rochas e caçadores... Pode encontrar-se o casamento da Galileia, e os potes de água; o paralítico carregando a sua cama nos ombros; o cego a ser curado com o barro; a mulher com o fluxo de sangue, segurando a ponta do vestido; a mulher pecadora caída aos pés de Jesus; Lázaro voltando à vida no túmulo. Ao fazerem isto eles consideram que estão a comportar-se piedosamente e estão vestidos em trajes ao gosto de Deus. Mas se eles seguirem o meu conselho, eles que vendam essas roupas e honrem a imagem viva de Deus. Não desenhem Cristo nas vossas roupas. É suficiente que ele tivesse sofrido uma vez a humilhação de viver num corpo humano que por sua própria vontade assumiu por nossa causa. Então, carreguem a sua imagem não sobre as vossas vestes mas sobre a vossa alma. | ” |

Os exemplares dos cemitérios egípcios são normalmente em têxteis menos nobres que seda, e são tipicamente rodelas ou outras formas simples com uma borda e uma cena no interior. Este estilo parece não diferir das menções escritas e das raras peças sobreviventes de bordado religioso que chegaram ao Ocidente muitos séculos depois. Alguns dos bordados ocidentais eram importados, enquanto outras peças eram sem dúvida fabricadas localmente em seda importada, embora outros materiais também fossem usados. O único exemplar de grandes dimensões desse tipo de trabalho é a enorme tapeçaria de Bayeux, que incompleta mede 0,5 por 68,38 metros, feita em lã bordada sobre um fundo em linho liso e portanto tecnicamente não é uma tapeçaria. No entanto, a uma escala menor, há menções a cortinados e roupa.

## Declínio
Em 1147, durante a Segunda Cruzada, Rogério II da Sicília (1095–1154) atacou Corinto e Tebas, dois centros importantes da produção de seda bizantina, capturando os tecelões e os seus equipamentos e estabeleceu as suas próprias fábricas de seda em Palermo e na Calábria. Depois da conquista de Constantinopla em 1204 pelas tropas da Quarta Cruzada e a fundação do Império Latino (1204–1261) e da constituição de outros "estados latinos" nos territórios bizantinos, a indústria bizantina de seda declinou, passando a abastecer apenas o mercado de luxo doméstico, e a liderança da tecelagem de seda passou para a Sicília e os centros emergentes italianos de Luca e Veneza.[carece de fontes?]